# Laurence Naismith
Laurence Naismith, född 14 december 1908 i Thames Ditton i Surrey, död 5 juni 1992 i Southport i Australien, var en brittisk skådespelare. Han medverkade i över 80 filmer och cirka 25 TV-produktioner. Han gestaltade bland annat kapten Edward J. Smith i Titanics undergång, och hade en större roll som domare i TV-serien Snobbar som jobbar. Sin sista roll framför kameran gjorde han för TV 1982.
Naismith scendebuterade 1927 i London. Under 1960-talet medverkade han även i några teateruppsättningar på Broadway.

## Filmografi i urval
- 1953 – Mogambo
- 1955 – Richard III
- 1956 – Han som älskade livet
- 1956 – Mannen som inte fanns
- 1958 – Spion i högkvarteret
- 1958 – Titanics undergång
- 1960 – Sänk Bismarck!
- 1960 – Gröna nejlikan
- 1960 – Kärlek i Hongkong
- 1960 – De fördömdas by
- 1963 – Det gyllene skinnet
- 1967 – Camelot
- 1969 – The Valley of Gwangi
- 1970 – Scrooge
- 1971 – Diamantfeber
- 1971 – Snobbar som jobbar (TV-serie)
- 1972 – Fantastiska herr Blunden
- 1973 – Oh, Father! (TV-serie)